# États des Palaos
Les États des Palaos, au nombre de seize, constituent la division administrative de premier ordre de ce pays d'Océanie.
L'île de Babeldaob est subdivisée en dix États, la seule île du pays qui le soit. Les six autres États regroupent une ou plusieurs îles. Les îles Chelbacheb qui ne faisaient partie d'aucun État sont désormais intégrés dans celui de Koror.

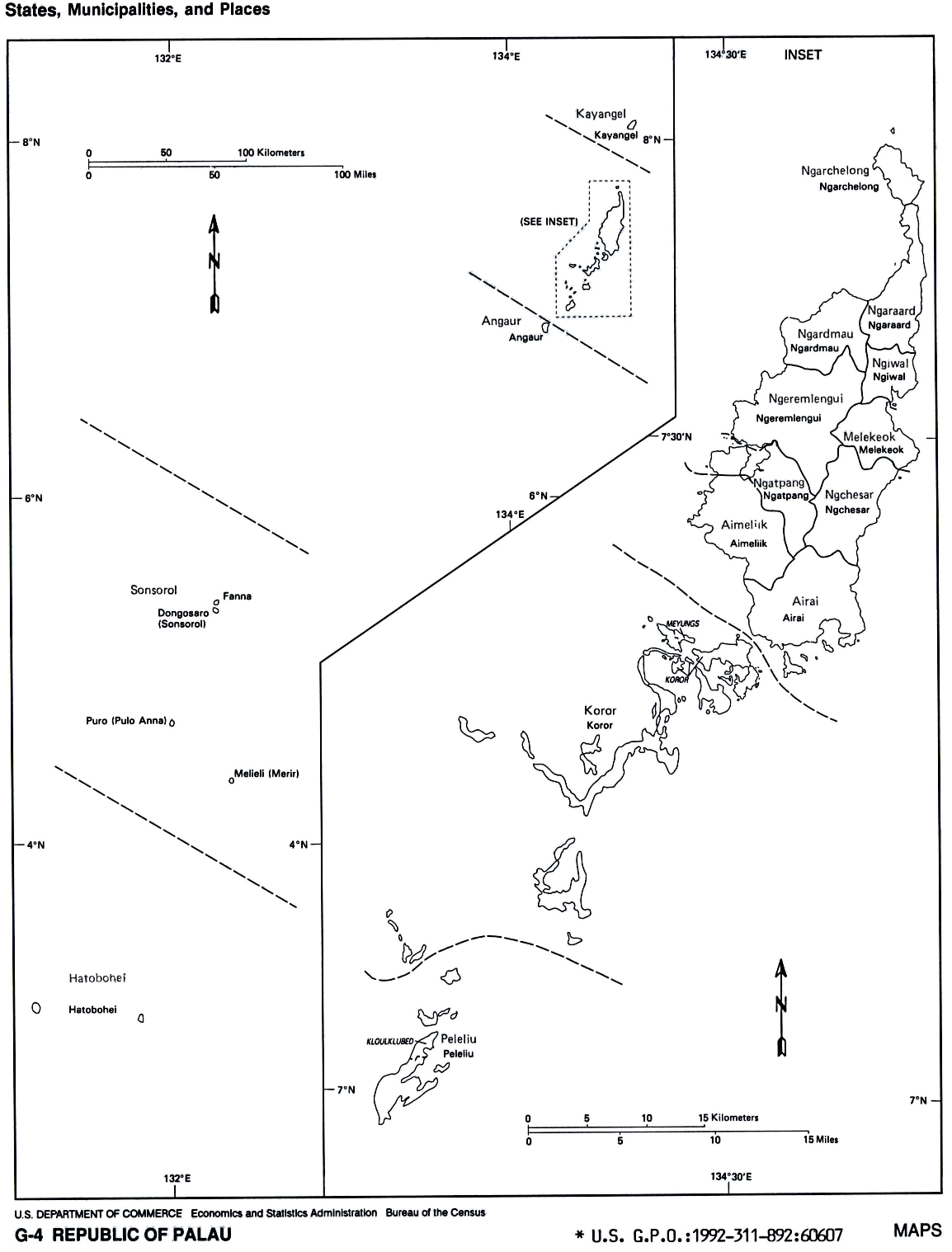
Carte des Palaos divisés en seize États.

## Liste des États
| État                   | Capitale     | Superficie (km2) | Population (Census 2015) |
| ---------------------- | ------------ | ---------------- | ------------------------ |
| Nord de Babeldaob      |              |                  |                          |
| Kayangel               | Orukei       | 3                | 54                       |
| Babeldaob              |              |                  |                          |
| Aimeliik               | Mongami      | 52               | 334                      |
| Airai                  | Ngerusar     | 44               | 2455                     |
| Melekeok               | Melekeok     | 28               | 277                      |
| Ngaraard               | Ulimang      | 36               | 413                      |
| Ngarchelong            | Mengellang   | 10               | 316                      |
| Ngardmau               | Urdmang      | 47               | 185                      |
| Ngeremlengui           | Imeong       | 65               | 350                      |
| Ngatpang               | Ngereklmadel | 47               | 282                      |
| Ngchesar               | Ngersuul     | 41               | 291                      |
| Ngiwal                 | Ngerkeai     | 26               | 282                      |
| Sud-ouest de Babeldaob |              |                  |                          |
| Angaur                 | Ngaramasch   | 8                | 119                      |
| Koror                  | Ngerbeched   | 65               | 11444                    |
| Peleliu                | Kloulklubed  | 13               | 484                      |
| Îles du sud-ouest      |              |                  |                          |
| Hatohobei              | Hatohobei    | 3                | 25                       |
| Sonsorol               | Dongosaru    | 3                | 40                       |